# Bohumil Hasil

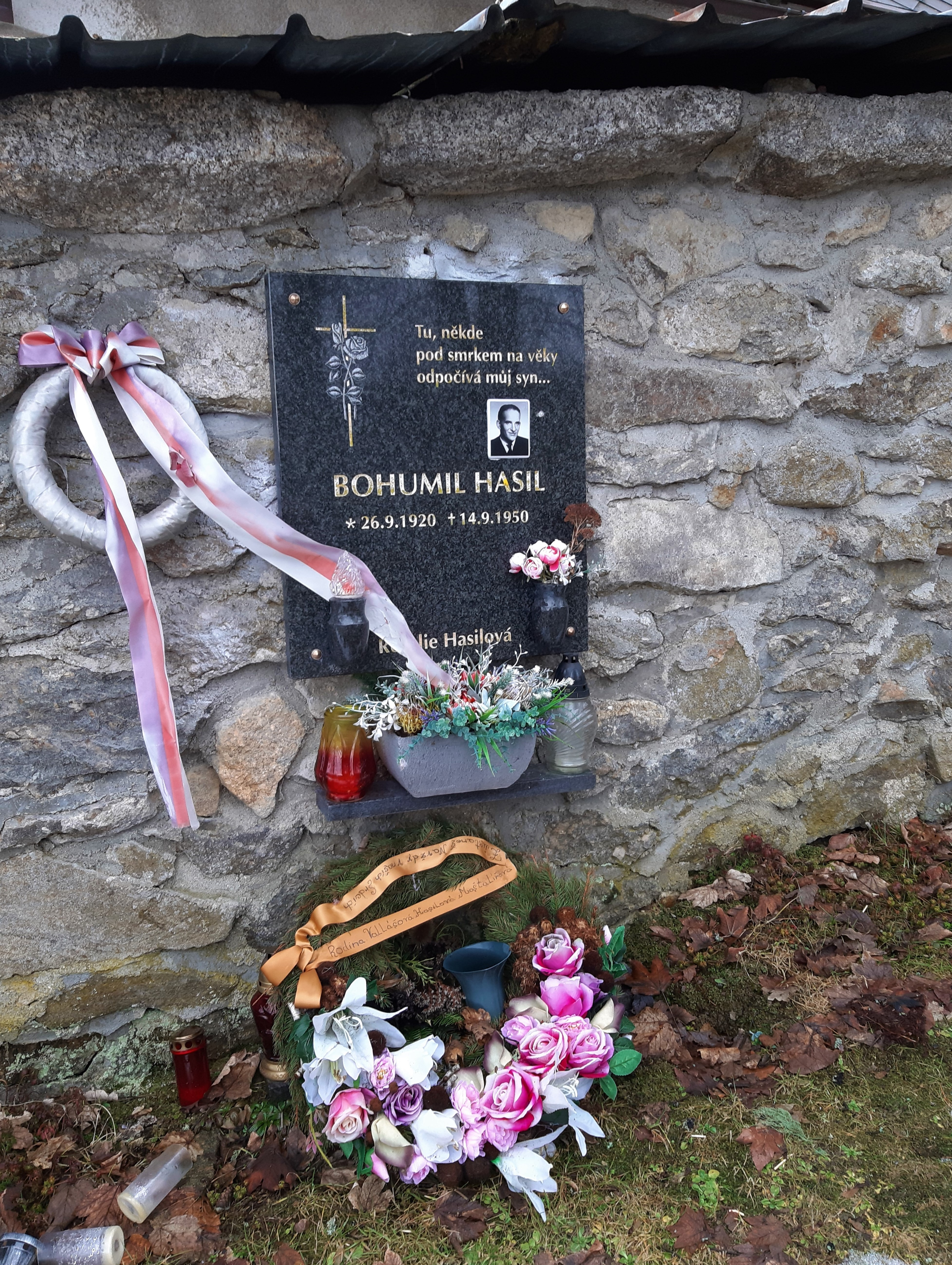
Pamětní deska Bohumila Hasila (hřbitov České Žleby)

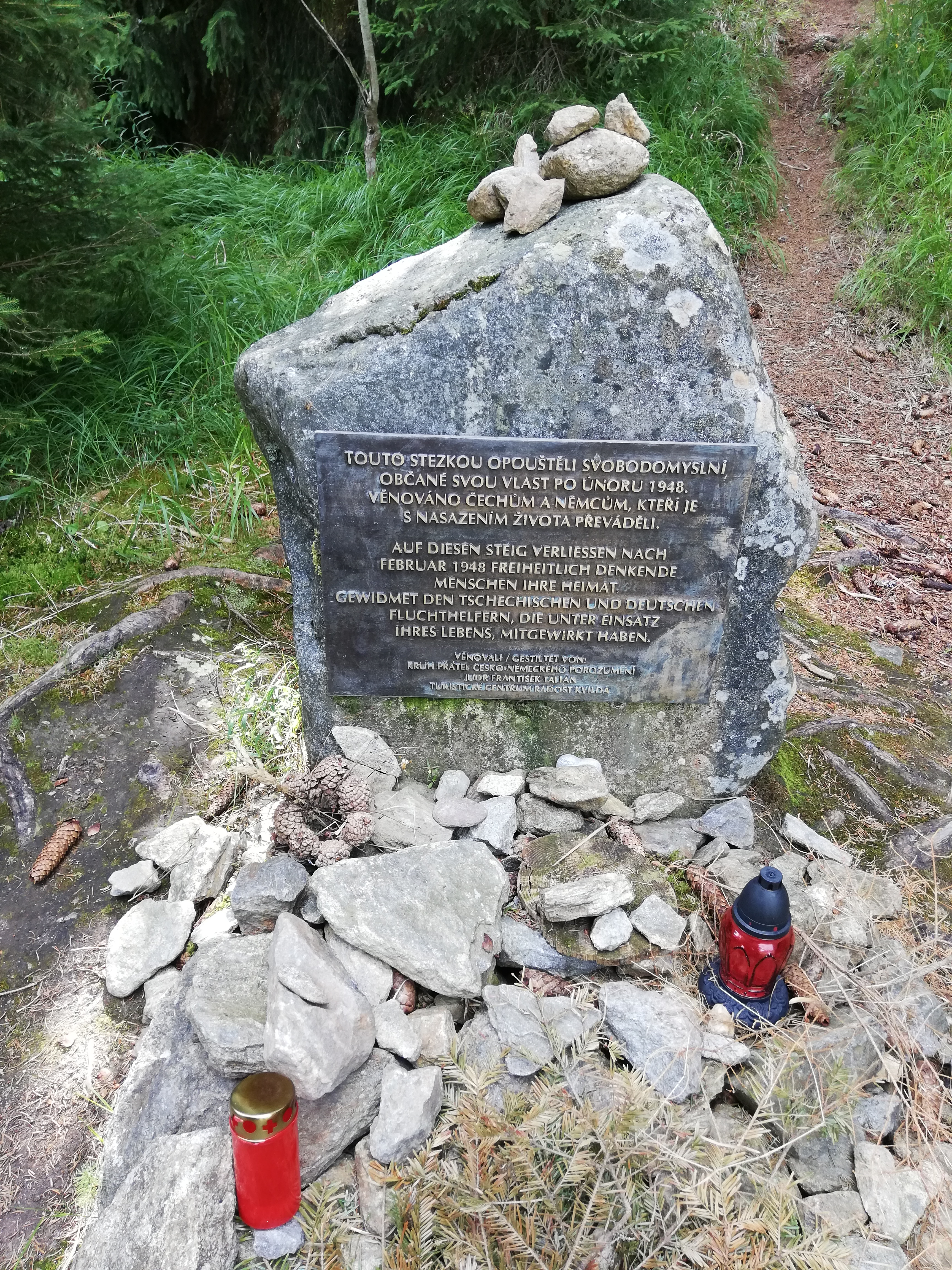
Pomník králům Šumavy

Bohumil Hasil (26. září 1920 Zábrdí – 14. září 1950 České Žleby) byl československý emigrant a agent chodec, bratr jednoho z „králů Šumavy“ Josefa Hasila; byl zastřelen pohraniční stráží při nelegálním přechodu československých hranic.

## Život

### Rodina
Bohumil Hasil (1920–1950) se narodil v Zábrdí č. 33 v početné rodině zemědělského pomocníka Antonína Hasila (1885–??) a jeho manželky Rosalie, rozené Turkové (1888–1972). Svatba rodičů se konala roku 1914 ve Vídni. Byl pátý ze sourozenců (tři synové a dvě dcery), bratr Josef se narodil o čtyři roky později.

### Kurýr a převaděč
Mladší bratr Josef Hasil (1924–2019, jeden z tzv. králů Šumavy) sloužil jako člen SNB v pohraničních hlídkách. Po komunistickém uchopení moci v únoru 1948 převáděl uprchlíky z Československa přes hranice. Po zatčení a odsouzení se mu podařilo uprchnout z komunistického vězeňského lágru a přejít hranice. Začal spolupracovat s americkou tajnou službou a chodit přes hranice zpět do vlasti. Když v prosinci 1949 došlo k rozsáhlému zatýkání rodiny a spolupracovníků Josefa Hasila, opustili jeho bratři Julius a Bohumil také Československo. Bohumil, stejně jako Josef Hasil, se stal kurýrem a převaděčem.

### Smrt
Dne 13. září 1950 přecházeli bratři Josef a Bohumil Hasilovi z Německa do Československa. Bohumilův roční syn Jiří žil tehdy v obci Lažiště. Cílem výpravy bylo přenést ho za matkou Růženou Hasilovou, manželkou Bohumila Hasila, která opustila Československo již dříve. Přechod byl prozrazen dvojitým agentem a podle vyprávění Josefa Hasila se bratři rozdělili; Bohumil přes Josefovo varování trval na původním směru cesty a na tom, že pro syna dojde sám.
Bohumila Hasila objevila u dnes zaniklé obce Horní Cazov hlídka pohraniční stráže. Zahájila střelbu, kurýra těžce zranila devíti kulkami a dopravila do Českých Žlebů. Bratrovi Josefovi se podařilo přejít hranice zpět; Bohumil Hasil v Českých Žlebech zemřel a byl zde i tajně pohřben. Přesné místo jeho hrobu je neznámé (zdroje udávají hřbitov v Českých Žlebech bez bližšího určení s tím, že ho tam v roce 1950 údajně zakopal místní mladík Walter Breit).

## Posmrtné připomínky
- V únoru 2014 byla na hřbitovní zdi v Českých Žlebech odhalena pamětní deska Bohumila Hasila.[9]
- V roce 2016 vznikl pomník v blízkosti místa, kde byl Bohumil Hasil smrtelně postřelen.[10]

### Poškození pomníku a desky
V září 2019 poškodil neznámý vandal pomník Bohumila Hasila údery krumpáče. Pamětní desku na hřbitově v Českých Žlebech posprejoval a napsal na ni slovo Vrah. Pachatel nebyl dopaden a případ byl odložen.

## Bohumil Hasil v literatuře
Literatura se věnuje známějšímu Josefu Hasilovi; v souvislosti s ním se o Bohumilovi zmiňuje v následujících dílech:
- Výstřely z hranice, kapitola O Hasilech bez legend (autor Zdeněk Šaroch, Naše vojsko 1972)
- Návrat krále Šumavy (autor David Jan Žák, Labyrint 2012); kniha o Josefu Hasilovi je psána formou životopisného románu, zakládá se však na vzpomínkách Josefa Hasila a dalších pamětníků a na archivních dokumentech
- Interpretací osudů „králů Šumavy“ ve filmu a literatuře se zabývá diplomová práce z roku 2017, která se věnuje i Bohumilu Hasilovi[11]

## Zajímavost
Matku bratrů Hasilových, Rosalii Hasilovou, pohřbil v roce 1972 pozdější kardinál Miloslav Vlk, který v důsledku toho přišel o státní souhlas k vykonávání kněžského povolání a stal se myčem oken.